# Diallactia croceus
Diallactia croceus är en tvåvingeart som beskrevs av Jean-Jacques Kieffer 1894. Diallactia croceus ingår i släktet Diallactia och familjen gallmyggor. Inga underarter finns listade i Catalogue of Life.